# Armée du Calife
L'Armée du Calife (ou Force de l'ordre, Kuvâ-yi İnzibâtiye ou Hilafet Ordusu en turc) est une milice ottomane créée le 18 avril 1920 par le ministre de la Guerre Soliman Chevket Pacha sur l'ordre du sultan Mehmed VI. Le but de l'organisation était de combattre les nationalistes turcs commandés par Mustafa Kemal Pacha.

## Historique

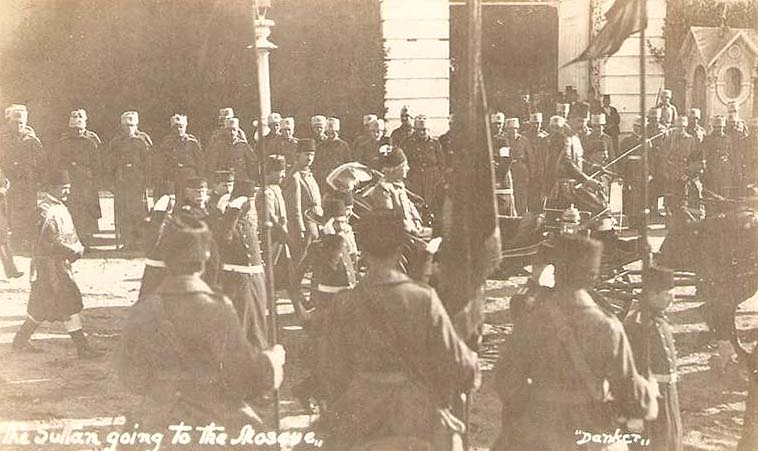
Le sultan se rendant à la mosquée, 1919

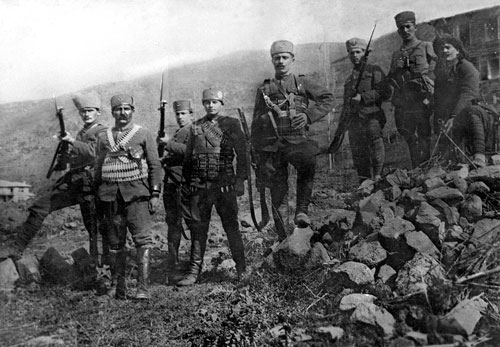
Soldats nationalistes turcs, vers 1922

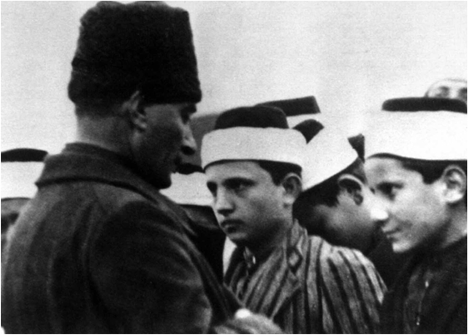
Mustafa Kémal visitant les étudiants de la médersa de Konya, 1923

Après la Première Guerre mondiale, l'Empire ottoman se retrouve dans le camp des vaincus auprès des puissances centrales. Avec la complicité du sultan Mehmed VI, le pays est envahi par les armées européennes, britanniques, françaises, italiennes et grecques. Face à la collaboration du sultan avec les occupants, le général Mustafa Kemal se révolte contre le pouvoir impérial en créant un deuxième pouvoir politique à Ankara et engage une guerre contre le gouvernement impérial et les armées étrangères.
Sentant la situation lui échapper, le sultan confie à son ministre de la Guerre, Soliman Chevket Pacha, la création d'une force irrégulière destinée à exterminer les nationalistes. Conscient qu'il ne pouvait plus compter sur son titre politique de sultan pour pouvoir influencer les Turcs, il estime nécessaire d'utiliser son titre spirituel et intemporel de calife. Il ne présente donc pas les nationalistes comme les ennemis de sa politique ou du sultanat, mais comme les ennemis de Dieu, contre qui il faut lutter. Soutenu par les Britanniques, le sultan se lance dans une guerre de propagande dans tout le pays. Relayé par les oulémas et les imams, il exhorte les Turcs à prendre les armes contre les nationalistes du général Kemal.

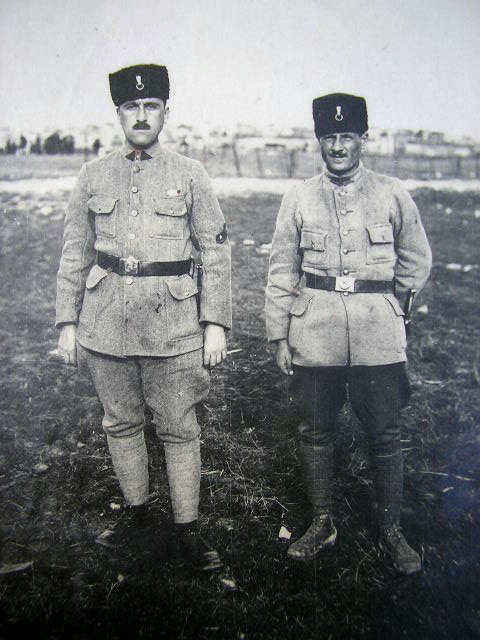
Soldats de l'armée du calife

Une guerre civile éclate alors entre l'Armée du Calife dirigée par Soliman Chevket Pacha, et les nationalistes turcs dirigés par le général Mustafa Kemal. Aux quatre coins du pays, les paysans se soulèvent contre les nationalistes, les partisans de Mustafa Kemal s’efforcent de réprimer durement les insurgés, mais ils se trouvent chaque jour un peu plus en minorité. À Konya, les insurgés arrachent les ongles des officiers envoyés par Mustafa Kemal dans la ville, avant de les écarteler. La réponse des nationalistes est immédiate, ils mutilent toutes les notabilités de la ville et les font pendre sur la place du marché.
Les nationalistes se trouvent rapidement en perte de vitesse, alors que les défenseurs du sultan se rapprochent dangereusement d'Ankara. Des militaires nationalistes qui devaient reprendre la ville d'Hendek aux partisans du sultan, fraternisent avec ceux-ci. Quelques jours plus tard, une division entière est exterminée par l'Armée du Calife qui vient de conquérir une douzaine de grandes villes turques. Des désertions ont lieu chez les troupes les plus fidèles à Mustafa Kemal, suivies d'une mutinerie au sein d'une milice nationaliste qui passe sous le contrôle du sultan. De son côté, le général Kazım Karabekir a du mal à tenir son armée. Avec l'avancée des milices gouvernementales, Mustafa Kemal se replie avec ses gardes du corps dans les bâtiments d'une ancienne école d'agriculture, où il vit en état d'alerte permanente, pour se protéger des agents du sultan voulant l'assassiner.
Mais en signant le traité de Sèvres, qui consacre le dépècement de l'Empire, le gouvernement du sultan perd le soutien de bien des Turcs qui se tournent désormais vers les nationalistes. Les soldats de l'Armée du Calife décident alors l'arrêt des combats. Mustafa Kemal constitue aussitôt un gouvernement de « salut public » et charge ses généraux d'organiser la défense nationale. L'Armée du Calife se désagrège d'elle-même et l'on assiste dans certaines unités à des violences où des chefs se font égorger par leurs propres hommes qui estiment avoir été trahis. Début septembre 1920, elle a pratiquement disparu, sauf à Izmit où elle sert de couverture à la garnison britannique.
La désagrégation de l'Armée du Calife, signe la fin de l'influence du sultan en Turquie, met fin à la guerre civile et inaugure la guerre d'indépendance contre les troupes d'occupation.